# Kechries
Kechries  este un oraș în Grecia în prefectura Corintia.